# Gibson J-200

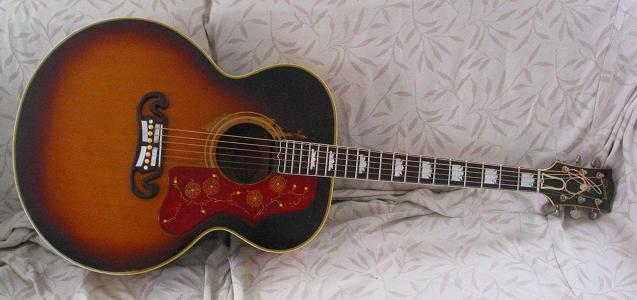
Gibson J-200 de 1960

La Gibson J-200 (Super Jumbo 200) est un modèle de guitare acoustique type jumbo de la marque Gibson.
La J-200 est l'une des guitares acoustiques les plus populaires du monde, aisément reconnaissable grâce à son fameux chevalet "à moustaches" et sa sonorité unique, aux basses profondes et bien charpentées et aux aigus clairs et cristallins.
Elle fut notamment la guitare d'Elvis Presley ou celle que Jimmy Page empruntera à Jim Sullivan pour enregistrer des titres mythiques comme « Babe I’m gonna leave you » du premier album de Led Zeppelin.